# Sint-Harlindis en Relindiskerk (Ordingen)

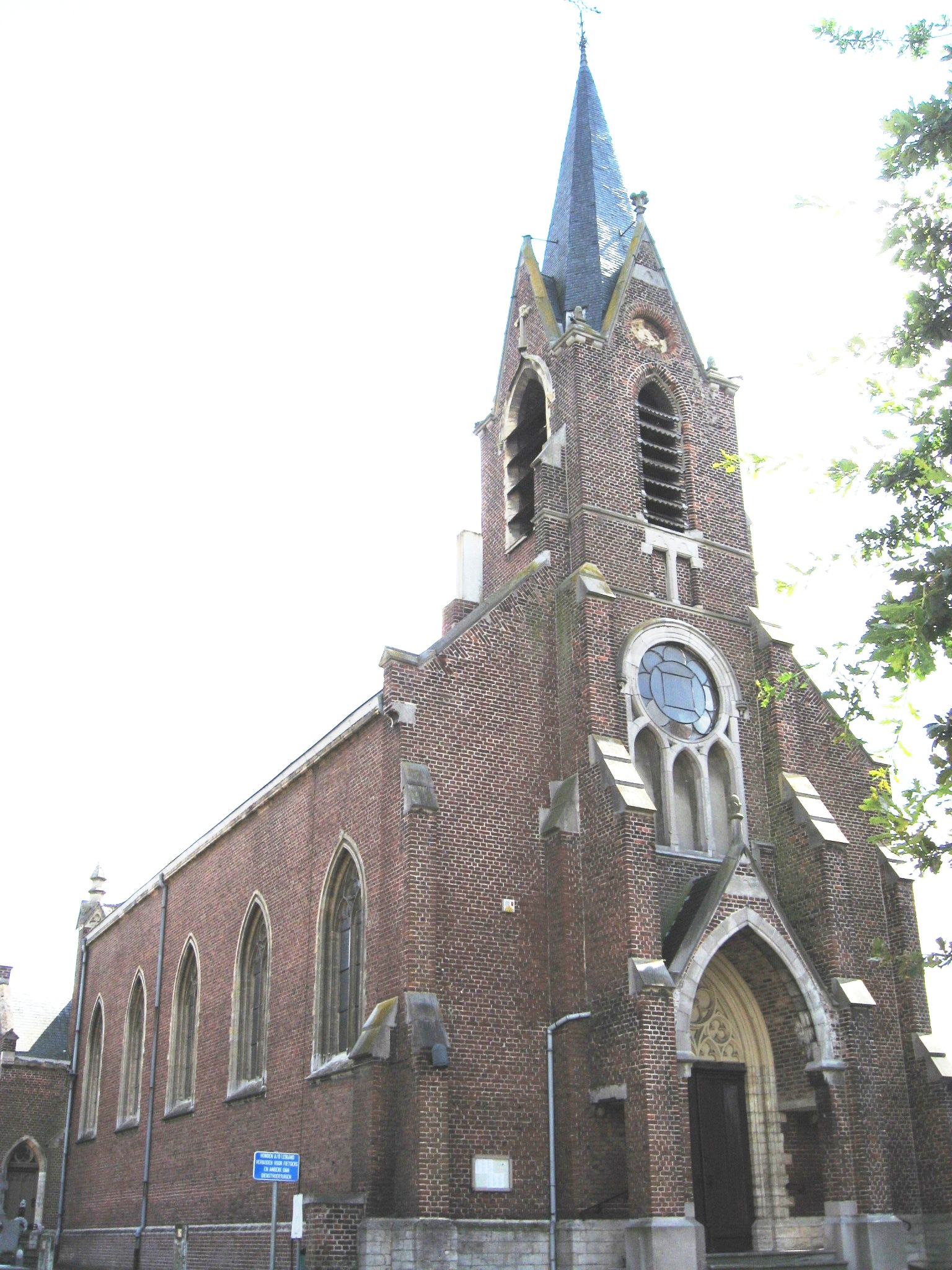
Sint-Harlindis en Relindiskerk

De Sint-Harlindis en Relindiskerk is de parochiekerk van Ordingen, gelegen aan Relindisstraat 8, in de Belgische gemeente Sint-Truiden.
Het is een eenbeukige, neogotische kerk. Deze is gebouwd in baksteen, met versieringen van arduin en mergelsteen. De kerk is niet zuiver georiënteerd: Het koor is naar het noordoosten gericht. De zuidwesttoren is half ingebouwd en aan de voorkant voorzien van steunberen.
In 2008 werd de kerk gerestaureerd.
De kerk bezit een beeld uit 1568, in gepolychromeerd eikenhout, van de Heiligen Harlindis en Relindis. Uit de 16e eeuw stammen drie laatgotische banken. Het doopvont van ongeveer 1700 is afkomstig van de kapel van de Commanderij.